# Marcha del Orgullo LGBT de Tijuana
La Marcha del Orgullo LGBT de Tijuana es una manifestación anual que celebra la diversidad sexual y de género, así como los derechos humanos de la comunidad LGBT+ en Tijuana, Baja California, México. Se lleva a cabo cada mes de junio, en el marco del Mes del Orgullo, y es organizada por el Fondo de Asistencia para el Sida / Tijuana LGBTI Pride.
Esta marcha destaca del resto del país por originarse como una protesta contra la desatención gubernamental por la crisis del VIH-SIDA, además de contar con voces activistas de México y Estados Unidos Mexicanos por ser una ciudad fronteriza.

## Antecedentes
Tijuana es una ciudad en México que comparte frontera con Estados Unidos, lo que permitió que la lucha por los derechos LGBT+, recibieran aportes de la lucha mexicana y la estadounidense. Por parte de Estados Unidos ya se tenían como antecedente los disturbios de Stonewall (1969) que permitieron que ciudades como San Diego, celebraran sus primeras manifestaciones públicas en 1975; hasta crear en 1989 una organización formal. Por el lado mexicano, la primera protesta LGBT+ pública ocurrió en la Ciudad de México el 29 de junio de 1979, recibiendo las ideas europeas de corte socialista que llegaban vía Nancy Cárdenas.
A lo largo de los años 80, los movimientos fueron tomando voz propia recibiendo un rápido apoyo en EUA mientras en México funcionaban discretamente por su tinte político en contra del régimen priista. A este momento, se sumó la epidemia de VIH/SIDA cuyo primer caso en México fue diagnosticado en 1983 y que pronto se asoció con la homosexualidad. Por esta relación, el gobierno mexicano inició una campaña de silencio bajo la premisa de que si se negaba la existencia de la enfermedad, se negaba que hubiera comunidad LGBT en México (que también estaba estigmatizada erróneamente como enfermedad mental). La campaña de silencio tuvo un apoyo des informativo de los medios, que provocó el aumento exponencial de casos con cifras ocultadas por el gobierno mexicano. Hasta 1986 se admitió la existencia de la epidemia en México, pero sin acciones concretas.
En Tijuana surgió en 1989 el caso de Priscilla Cota, una niña con leucemia que rutinariamente acudía a los servicios de salud por una transfusión de sangre. Lamentablemente ante el silencio gubernamental de la información científica con respecto al virus, fue otra de las víctimas de ser infectada con VIH por parte de las autoridades médicas (cosa que ocurría también con embarazadas y otros pacientes por todo el país). El caso salió a la luz en el semanario Zeta que además cuestionó el acta de defunción que señalaba la leucemia como causa de muerte y el tiempo tan largo que la SEMEFO había esperado para realizar la autopsia. 
Varias publicaciones de grupos LGBT eran difundidas a principios de los 90 y una de ellas, "Frontera Gay", descubrió el caso y lo adjuntó con los de miembros de la comunidad cuyas actas de defunción habían sido alteradas para evitar señalar la existencia del SIDA en Tijuana. La noticia salió a la luz por parte de Emilio Velásquez en 1993. Sumado a eso, el estado afirmaba que el SIDA se propagaba por la existencia de homosexuales, así que ocurrieron innumerables redadas en clubes nocturnos y discotecas LGBT+. La más famosa fue la Operación Centro que fue una redada multitudinaria la noche del 30 de noviembre de 1991.
El acto provocó una denuncia formal ante Derechos Humanos, formalizó la creación del Comité de Defensa de la Comunidad de Ambiente CDCA y generó un punto de quiebre en la comunidad LGBT+ fronteriza que se había mantenido en un largo letargo y silencio al margen de lo que ocurriera en la capital y en EUA.
El SIDA se volvió prioridad en la movilización de Tijuana y así en 1994 , varias organizaciones buscaron realizar una protesta. Por algún motivo la manifestación planeada no se llevó a cabo y en su lugar se optó por la trinchera informativa. Se celebró una "Semana Cultural Gay" en septiembre con el fin de hacer eventos de entretenimiento e informar a la par sobre la enfermedad. El éxito del evento permitió formalizar la manifestación al año siguiente.

## La primera marcha
Consigna: "Del silencio a la celebración por los derechos humanos de gays y lesbianas".
La primera marcha del orgullo en Tijuana, fue organizada por el "Grupo Y Que" el 17 de junio de 1995. De acuerdo al boletín publicado en julio, participaron "30 mexicanos y poco más de 90 norteamericanos". Esta tuvo lugar de la esquina de 2da y Constitución, caminaron por Avenida Revolución y culminó en un mitin al frente de la Torre Aguacaliente (Torre Tijuana).
El acto marcó el inicio de una tradición de visibilidad y lucha por los derechos de la comunidad LGBT+ en la región. Se tiene noticia de que entre las consignas, se gritó "Soy lesbiana porque me da la gana". Contó con la participación de la First Unitarian Church,el grupo Gays y Lesbianas Latinos con Orgullo GLLO, Being Alive, David Place, GLAAD, La Red de Ensenada, Grupo Hipocampo, Colectivo Cuilotzin de CDMX, la Convención Nacional Democrática Zapatista y la Casa de la mujer-factor X.
Es relevante mencionar también la participación de la Corte Imperial de San Diego, un grupo paródico mexico-estadounidense que haciendo burla de los modos de gobierno imperialistas, nombraba a su emperatriz (una persona travesti) y a miembros de la corte, para realizar celebraciones LGBT+ en ambos lados de la frontera.

## Legado
Eliminar la discriminación y la violencia contra las personas de la comunidad gay, lésbica y trans ha sido una reivindicación común desde que esta marcha inició, pues si bien existen políticas públicas que garantizan los derechos humanos, cada año se presentan nuevos casos de discriminación y agresiones en la ciudad.
La marcha habría permitido visibilizar y generar una discusión pública en torno al VIH -SIDA que desembocó en acciones que cambiaron la situación de la epidemia al norte del país.
El evento es coordinado actualmente por el Fondo de Asistencia para el Sida / Tijuana LGBTI Pride, con el apoyo de activistas locales y algunas empresas. 
La Marcha del Orgullo LGBT de Tijuana ha crecido en participación a lo largo de los años. En 2024, se estimó una asistencia de hasta 60,000 personas, consolidándose como una de las marchas más importantes del noroeste de México.

## Recorrido y actividades
La marcha generalmente inicia en la calle Primera y avenida Mutualismo, recorriendo diversas calles del centro de Tijuana y culminando en la avenida Revolución. Desde su inicio, fue conformada con una semana dedicada a eventos educativos y culturales que acompañan la manifestación.
A lo largo de los años, la marcha ha contado con la participación de diversas figuras públicas y ha incluido actividades culturales y artísticas. La más relevante tuvo lugar en 2024, cuando la cantante Paulina Rubio fue la madrina del orgullo y ofreció un concierto gratuito al finalizar la marcha.